# أنا لست في حالة حب (أغنية)

أنا لست في حالة حب (بالإنجليزية: I'm Not in Love)‏ أغنية للفريق البريطاني «تن سي سي 10cc» كتبها أعضاء الفريق إيريك ستيوارت وغراهام جولدمان. تشتهر بمسارها بالغناء الداعم المبتكر والمميز، والذي يتكون في الغالب من غناء الفريق متعدد المسارات Multitracked. صدرت في المملكة المتحدة في مايو 1975 من الألبوم الثالث للفريق. أصبحت الثانية من بين ثلاثة أغاني للفريق أحتلت المركز الأول في المملكة المتحدة بين عامي 1973 و 1978، وتصدرت قائمة أفضل الأغاني في المملكة المتحدة لمدة أسبوعين. كانت الأغنية أيضًا نجاحًا كبيرًا للفريق في جميع أنحاء العالم، حيث وصلت إلى المركز الأول في أيرلندا  وكندا والمرتبة الثانية على قائمة الهوت بيلبورد في الولايات المتحدة، بالإضافة إلى الوصول إلى المراكز العشرة الأولى في أستراليا  ونيوزيلندا والعديد من الدول الأوروبية. كتبها في الغالب ستيوارت كرد على إعلان زوجته أنه لم يخبرها كثيرًا أنه يحبها، «أنا لست في حالة حب»، تم تصورها في الأصل على أنها أغنية «بوسا نوفا» تُعزف على الجيتارات الكلاسيكة، لكن العضوين الآخرين من الفريق،  كيفن جودلي ولول كريم لم يوافقوا على شكل الأغنية، وتم التخلي عنها، ومع ذلك، أقنع ستيوارت الفريق بإعطاء الأغنية فرصة أخرى، ورد جودلي أنها لكي تنجح الأغنية، يجب تغييرها بشكل جذري، واقترح محاولة إنشاء نسخة جديدة باستخدام الأصوات فقط.

## طاقم العزف والتسجيل
إريك ستيوارت: غناء رئيسي، وبيانو كهربائي فيندر رودس، مكتب تحكم، تأثيرات موسيقية
جراهام جولدمان: جيتار كهربائي، وجيتار باس، وغناء مساند، مكتب تحكم، تأثيرات موسيقية
كيفن جودلي: آلة النطق موج، وغناء دعم، ومكتب التحكم، والمؤثرات الموسيقية.
لول كريم: بيانو، وغناء دعم، ومكتب تحكم، وتأثيرات موسيقية.
كاثي ريدفيرن: غناء إضافي

## نسخ أخرى للأغنية
أصدر فريق البوب الأمريكي «ويل تو باور Will to Power» نسخته عام 1990، التي صعدت للمركز السابع على القوائم الأمريكية والكندية.
أصدرت المغنية والملحنة الأسترالية ديني هاينز Deni Hines نسختها عام 1996، التي رشحت لجائزتين من جوائز جمعية صناعة التسجيلات الأسترالية لعام 1997.
أصدر فريق «اوليف Olive» البريطاني نسخته عام 2000، التي حولها لإيقاع راقص لتتصدر المركز الأول على قائمة بيلبورد للأغاني الراقصة، وأيضاً المركز الأول في عدد مرات البث الإذاعي، حسب إذاعة راديو فورمات (مخطط راديو موسيقى ورقص إلكتروني مراقب تنشره مجلة بيلبورد أسبوعياً).

## كلمات الأغنية
أنا لست في حالة حب، لذا لا تنسي ذلك I’m not in love, so don’t forget it
إنها مجرد مرحلة سخيفة أمر بها It’s just a silly phase I’m going through
وفقط لأني اتصلت بك And just because I call you up
لا تفهميني خطأ، لا أعتقد أنك قد نجحت Don’t get me wrong; don’t think you’ve got it made
أنا لست في حالة حب، لا لا I’m not in love, no no
انه بسبب It’s because
احب ان اراك، لكن مرة أخرى I like to see you, but then again
هذا لا يعني أنك تعني لي الكثير That doesn’t mean you mean that much to me
لذا إذا اتصلت بك، لا تثيري ضجة So if I call you, don’t make a fuss
لا تخبر أصدقائك عنا نحن الاثنين Don’t tell your friends about the two of us
أنا لست في حالة حب، لا لا I’m not in love, no no
انه بسبب It’s because
(كن هادئًا، الأولاد الكبار لا يبكون، الأولاد الكبار لا يبكون، الأولاد الكبار لا يبكون، الأولاد الكبار لا يبكون، الأولاد الكبار لا يبكون، الأولاد الكبار لا يبكون)
(Be quiet, Big boys don’t cry, Big boys don’t cry, Big boys don’t cry, Big boys don’t cry, Big boys don’t cry, Big boys don’t cry)
أحتفظ بصورتك على الجدار I keep your picture upon the wall
إنها تداري بقعة قبيحة موجودة هناك It hides a nasty stain that’s lying there
لذا لا تطلب مني أن أعيدها So don’t you ask me to give it back
أعلم أنك تعلم أن هذا لا يعني الكثير بالنسبة لي I know you know it doesn’t mean that much to me
أنا لست في حالة حب، لا لا I’m not in love, no no
انه بسبب It’s because
أوه، سوف تنتظرني لوقت طويل Ooh, you’ll wait a long time for me
أوه، سوف تنتظر طويلا Ooh, you’ll wait a long time

## وصلات خارجية
أنا لست في حالة حب (أغنية)
أنا لست في حالة حب (أغنية)